# تپه کلکلی
تپه کلکلی مربوط به عصر آهن - سده‌های اولیه دوران‌های تاریخی پس از اسلام است و در شهرستان کوثر، بخش فیروز، دهستان زرج آباد، روستای ناطور واقع شده و این اثر در تاریخ ۲۶ اسفند ۱۳۸۷ با شمارهٔ ثبت ۲۵۷۷۰ به‌عنوان یکی از آثار ملی ایران به ثبت رسیده است.